# Devimon
Devimon (japanski: デビモン) je fiktivni lik iz Digimon franšize koji se pojavljuje u prve dvije sezone animea kao protivnik Izabrane djece. Znan je još i kao Darkmon, a njegovo izvorno ime dolazi od riječi "devil", što na engleskom jeziku znači vrag. Devimon je zapravo u svom početku bio Angemon, ali je nakon problema u Digitalnome svijetu pao u Tamnu zonu gdje su se njegovi podatci poremetili zbog čega je i postao zao. Narančasti simbol na njegovim prsima simbol je zla i ilustracija njegove okrutnosti. Devimon je iznimno lukav i nikada ne preuzima nepotrebni rizik, zbog čega se nikada neće upuštati u besmislene borbe s protvnicima jednako moćnim kao on sam. Okrutan je i nemilosrdan, ali i iznimno lojalan gospodaru s kojim je sklopio pakt. Neke priče u Digitalnom svijetu govore kako će gledanje u njegove grimizne oči Devimonu omogućiti da kontrolira um onoga koji gleda. Njegov nadimak je Mračni Glasnik. Ujedno, Devimon je jedan od rijetkih protivnika Izabrane djece koji ima svoju pjesmu. Pjesma se zove "Dark Wing", a završava zluradim osmjehom na kraju. 

## Pojavljivanja

### Anime
Lord Devimon prvi je neprijatelj Izabrane djece po njihovom dolasku u Digitalni svijet i Otok File. Devimon je odgovoran za porobljavanje Otoka File, Crne zupčanike, sakrivanje amuleta i Simbola te nekoliko indirektnih i direktnih napada na Djecu. 
Devimon ima kontrolu nad svim Crnim zupčanicima na Otoku, a njihova je funkcija višestruka. One slobodne će uglavnom koristiti kako bi ih spojio s drugim Digimonima koji tada padaju pod njegovu kontrolum, postaju zli, a nerijetko postaju i snažniji i veći, pogotovo ako se spoje s više zupčanika. Neke od tih zupčanika koristit će kao nadzorna ogledala pomoću kojih prati što rade djeca. Također, jedna skupina velikih Crnih zupčanika ugrađena je u samu strukturu Otoka File. Kada on to odluči, ti zupčanici mogu razbiti Otok File na dijelove i ponovo se spojiti, s tim da je jedini netaknuti dio Brdo beskraja. Iako Devimon ima gotovo potpunu kontrolu nad Crnim zupčanicima, u jednom se trenutku spominje kako ih on nije stvorio već kako ih je samo pronašao na otoku. 
Kao što je demonstrirano u borbi s Leomonom, Devimon također ima sposobnost teleportacije i stavljanja Digimona pod svoju kontrolu samo pomoću svog dodira. Ujedno ima sposobnost spajanja s Digimonima (što je demonstrirao s Ogremonom), stvaranja iluzija (epizoda s iluzionističkom vilom) i spajanja s raznoraznim predmetima (slika anđela u vili). 

#### PreludijDigimon Adventureu
Prije dolaska djece, Devimon je preuzeo kontrolu nad Otokom File. U jednom je trenutku pak otkrio proročanstvo koje govori kako će ga Izabrana djeca poraziti, zbog čega je njihove amulete i Simbole sakrio diljem Kontinenta Server (Devimon je znao da, iako je bio moćan, neće moći izdržati borbu s jednim Ultra Digimonom, a kamoli njih sedam). Iako to nikada nije potvrđeno (a drugo objašnjenje ne postoji), moguće je da je Devimon amulete i Simbole dobio od Piedmona, koji ih je prije toga ukrao Gennaiju. 

#### Digimon Adventure
Po dolasku djece na Otok File, Devimon ih isprva indrektno napadme pomoći Digimona koje je Crnim zupčanicima stavio pod svoju kontrolu - Meramon, Andromon, Monzaemon i Unimon. Njegovo prvo osobno pojavljivanje bilo je na Brdu beskraja kada je intervenirao u borbi između dva vječna rivala - Leomona i Ogremona. Iako im je odmah rekao kako će njih dvoje odsada surađivati, oni su to odbili, a Leomon je lansirao napad na njega. Devimon se teleportirao i stvorio iza Leomona. Tada je upotrijedbio svoj Smrtonosni hvat i stavio Leomona pod svoju kontrolu te Ogremonu i njemu naredio da napadnu djecu. Dok su ih oni okružili, tijekom njihovog puta na vrh, Devimon je mirno promatrao situaciju s vrha Brda beskraja. Kada je vidio da Ogremon i Leomon neće izdržati, lansirao je odron na djecu, te povukao svoje lakeje s mjesta. Djeca su tada nastavila put prema vrhu gdje su našli luksuzno opremljenu vilu s hranom, krevetima i kupaonicama. Odlučili su se nahraniti, osvježiti i onda krenuli na spavanje. Na ulazu u vilu stajala je velika slika anđela koja je oduševila svu djecu. Na sreću djece, usred noći je Agumon morao na zahod i Tai ga je morao pratiti. Dok je Agumon bio na zahodu, iz susjedne je kabine, isprovociran smradom, izletio Ogremon i tako otkrio zamku. Tai i Agumon su probudili ostale, no tada je iz slike anđela iznenada izletio Devimon i u tren uništio cijelu kuću. Djeci je objasnio kako je sve to zapravo bila iluzija s ciljem da ih okupi na jednom mjestu i lagano pobije. Isprva je poslao Leomona na Taija, no moć Taijevog Digivicea oslobodila je Leomona zlog utjecaja i on je krenuo u napad na Devimona, time omogućivši bijeg djeci. Iako je spasio djecu i privremeno poremetio Devimonov plan, Leomon nije uspio spasiti sebe te je na koncu ponovo pao pod Devimonov utjecaj. Tada je došlo do cjepkanja otoka na dijelove, a djeca su raštrkana na različite dijelove gdje su ih napadali novi Digimoni pod Devimonovim utjecajem. Na putu su djeca saznala za proročanstvo kojega se Devimon bojao i zbog kojeg ih je htio ubiti, no čak i kada su mu rekli da oni za to proročanstvo nemaju pojma, nije se ustručavao te se činilo kako im nije niti vjerovao. 
Djeca su na koncu uspjela otkriti način kako vratiti dijelove otoka. Prije konačnog ujedinjenja, Devimon je poslao teško inficiranog i supersnažnog Leomona da ubije T.K.-ja i Patamona. Ubrzo su mu u pomoć priskočili ostali, no Leomona su uspjeli spasiti tek nakon što su ga izložili svijetlu Digivicea. Leomon im je tada objasnio cjelokupnu situaciju i ponudio im pomoć. Devimon je u međuvremenu promatrao cjelokupnu situaciju zajedno s Ogremonom. Kada se ovaj ponudio da ode ubiti djecu, ovaj mu je rekao da ima drugi zadatak za njega i napao ga svojim Smrtonosnim hvatom. Ubrzo nakon toga apsorbira većinu Crnih zupčanika i, po dolasku djece, postane enormno velik (skoro kao cijelo Brdo beskraja), razbije svoj hram u kojem je bio (replika Panteona) i napadne djecu. Ogremona je spojio sa svojim vlastitim tijelom tako da mu je on služio kao pomoćnik jer je mogao iskočiti iz bilo kojeg dijela Devimonovog tijela i tako iznenaditi Leomona i djecu. Devimon bez većih poteškoća svlada sve Champion Digimone i krene na T.K.-ja. U njegov stisak tada uleti Patamon koji najednom počinje sjajiti snažnim svjetlom, zbog čega Devimon uzmakne. Patamon je tada Digivoluirao u Angemona i krenuo u borbu. Prvo ga je napao Ogremon, no Angemon ga je bez problema eliminirao i poslao u šumu, tako ga odvojivši od Devimona. Angemon je tada svu svoju energiju usmjerio na svoju Moć svjetlosti i lansirao napad na Devimona, uspjevši ga ubiti. No, gubitak velike količine energije rezultirao je i Angemonovom smrću. Prije potpunog nestanka, Devimon je uspio upozoriti Angemona i likujući reći kako je naivno potrošio svoju energiju jer da je on bio samo jedan od predstavnika zlih sila te kako nove neprijatelje neće moći poraziti jer je kako bi porazio njega, koji je bio najlakši protivnik, morao žrtvovati sebe. Devimon tada nestaje.

#### Digimon Adventure 02
U Digimon Adventureu 02, Devimon ima kratko ali znakovito pojavljivanje u epizodi u kojoj Car Digimona traži posljednje dijelove pomoću kojih će sastaviti Kimeramona. Kada Car Digimona sa svojom letećom utvrdom ulazi u Vir Tame i skuplja podatke svih zlih Digimona, pojavi se Devimon. Iako ga Devimon odmah po njegovom dolasku upozorava, zlokobno, ali istinito, da se sile tame ne mogu ukrotiti te da njegov plan neće uspjeti, Car Digimona to zanemaruje i apsorbira Devimonove podatke te ih spoji s Kimeramonom. Kimeramon je tada kompletiran i Car Digimona ga oslobodi i pošalje u napad, no uskoro Devimonovo zli utjecaj uzrokuje da se Kimeramon pobuni protiv Cara Digimona, a Devimonov zluradi glas nastavlja uhoditi Cara Digimona sve do trenutka kada djeca ne unište Kimeramona. 

#### Digimon Tamers
Tijekom Vikaralamonovog marširanja Tokijom koje je privremeno otvorilo vrata za Digitalni svijet, Devimonova silueta može se vidjeti zajedno sa stotinama silueta drugih Digimona koji su s vrata promatrali situaciju.

### Manga

#### C'mon Digimon
U ovoj se mangi Devimon pojavljuje u sporednoj ulozi, kao izvor podataka za Deathmona Shinichiroua Jousakija koji spajanjem podataka postaje Death Devimon. 

#### Digimon Adventure V-Tamer 01
U ovoj mangi, određena skupina Devimona radi za Deemona. Ostali Devimoni viđeni su s Neom tijekom invazije Lord HolyAngemonovog dvorca, zajedno sa skupinom Vilemona i Devidramona. No, tamo bivaju usisani u Nebeska vrata koja je otvorio Lord HolyAngemon. Ostale Devimone pobio je Zeromaru, dok je jednog Devimona, zajedno s jednim Ogremonom, porazio Callismon. 

#### Digimon Next
U ovoj se mangi jedan Devimon može vidjeti u borbenoj areni kako se bori s Angemonom u Net Gameu.

### Igre

#### Digimon Battle Pets (1997.)
Bandai je 1997. godine u prodaju pustio Digimon V-pet, mehanizam sličan Tamagočiju koji je bio sukladan s Digimonima. Devimon (koji je u američkoj verziji tada preveden kao Darkmon) mogao se dobiti Digivolucijom iz Agumona i Betamona, a kasnije je mogao Digivoluirati u MetalGreymona uz adekvatnu njegu. 

#### Digimon World
Prva lokacija gdje se u igri može susresti Devimon je Greylord Mansion i to u trenutku kada se igrač vrati, nakon što je Myotismon nestao, i susreće ga na vrhu stepenica kako ga izaziva. Druga lokacija gdje se može susresti je Mount Infinity, što je vjerojatni hommage Digimon Adventureu. Nakon što biva pobjeđen, Devimon nestaje i odlazi u grad gdje radi kao prodavač u Numemonovoj tajnoj trgovini. Kao igriv lik, Devimon se može dobiti tako što Hirov Angemon izgubi borbu u stanju kada ima manje od 50% discipline ili pomoću Digivolucijskog objekta. Nakon što Jijimon Hiru kaže da mu možda nedostaju neki objekti, Angemon će Digivoluirati u Devimona. 

#### Digimon World 2
U ovoj se igri Devimon može dobiti Digivoluiranjem DemiDevimona na prikladnom levelu, a on sam kasnije može Digivoluirati u Myotismona. 

#### Digimon World 3
Jednom kada se dobije, Devimon može Digivoluirati u Myotismona. Pojavljuje se i kao karta sa statistikom 19/18, a u borbu se može pozvati pomoću posebne, "Summon Devimon", karte. 

#### Digimon Digital Card Battle
Devimon je u igri C level karta. Pravi Devimon u igri živi u Dark Cityju i jedan je od protivnika u areni. Igraču kasnije daje savjete kako stvarati Crne karte. Njegova karta spada u skupinu Tamnih karata, s HP-om od 980, napadom na krugu od 490, napadom na trokutu od 370 i napadom na križiću s trostrukim efektom protiv Prirodnih karata od 280. Također, još jedav Devimon živi na Desert Islandu, no sudeći prema njegovoj plavkastoj koži, manje zlokobnom ponašanju i Mračno-Ledenom špilu radi se zapravo o IceDevimonu koji je u igri pogrešno nazvan Devimon. 

#### Digimon World DS
Kao i u Digimon Worldu 2, Devimon se dobije Digivolucijom DemiDevimona, a kasnije, ovisno o statusu, Digivoluira u Myotismona. Pojavljuje se i kao glavni neprijatelj u regiji Drain Tunnel, zajedno s dva Kurisarimona. 

#### Digimon World Dawn/Dusk
I u ovoj igri, Devimon se dobiva Digivoluiranjem DemiDevimona na LV21 i s 450 tamnog iskustva, a dalje može Digivoluirati u Myotismona. Također, može izvesti DNA Digivoluciju s Angemonom i Digivoluirati u Lucemona Chaos Modus, te s Kabuterimonom i Digivoluirati u Kimeramona. 

#### Digimon World Championship
U ovoj igri dobiva se Digivolucijom DemiDevimona, a dalje može Digivoluirati u SkullGreymona, s vremenom, Cyberdramona, s 30 Dragon Experiencea, i Megadramon, s 20 Machine i 30 Virus Experiencea.

## Sposobnosti
- Smrtonosni hvat (Death Claw) - izduži svoje ruke i zabije ih u zemlju, nakon čega se one pojave iza protivnika i probodu ga, uzmajući mu tako podatke. U animeu, ovaj je napad imao nekoliko varijacija, ali neslužbena Digimon Wiki ovaj prvi opis navodi kao točan.
- Zli vjetar (Razor Wing) - mahne svojim krilima i stvori snažan vjetar koji otpuše protivnike
- Pakleni ugovor (Hell Contract)

## Zanimljivosti
- Devimon je jedini neprijatelj Izabrane djece koji se pojavio u dvije uzastopne sezone za redom u istom obliku. Myotismon se također pojavljuje, ali u prvoj sezoni kao VenomMyotismon, a u drugoj kao MaloMyotismon. IceDevimon se također pojavio u trećoj i četvrtoj sezoni, ali nije bio glavni neprijatelj, čime taj status zadržava jedino Devimon.
- Devimon ima nekoliko svojih varijacija od kojih je najpoznatiji IceDevimon, njegova bijela verzija. Također, u mangi, spajanjem s Deathmonom, nastaje njegova druga varijacija, Death Devimon.

## Vanjske poveznice
Devimon na Digimon Wiki